# Alexandre Trauner
Alexandre Trauner, właśc. Sándor Trau (ur. 3 sierpnia 1906  w Budapeszcie, zm. 5 grudnia 1993 w Omonville-la-Petite) – francuski scenograf filmowy i dekorator wnętrz, wywodzący się z rodziny węgierskich Żydów.

## Życiorys
Po studiach w Węgierskiej Królewskiej Szkole Rysunku (obecnie Węgierski Uniwersytet Sztuk Pięknych), w 1929 wyemigrował do Paryża. Został tam asystentem scenografa Lazare'a Meersona i pracował na planie takich filmów jak Złoty wiek (1930) Luisa Buñuela, Niech żyje wolność (1931) René Claira i Zwyciężyły kobiety (1935) Jacques’a Feydera.
Samodzielnym scenografem został w 1937. Stale współpracował z reżyserem Marcelem Carné przy takich filmach jak Ludzie za mgłą (1938), Brzask (1939) i Komedianci (1945). Od czasu pracy nad Świadkiem oskarżenia (1957) był również stałym współpracownikiem Billy’ego Wildera.
Laureat Oscara za najlepszą scenografię do filmu Garsoniera (1960) Billy’ego Wildera. Był nominowany do tej nagrody za Człowieka, który chciał być królem (1975) Johna Hustona. Trzykrotny zdobywca Cezara za scenografię do filmów: Pan Klein (1976) i Don Giovanni (1979) Josepha Loseya oraz Metro (1985) Luka Bessona. 
Zdobywca Europejskiej Nagrody Filmowej za osiągnięcia życia (1991) jako jedyny scenograf w historii tej nagrody. Członek jury konkursu głównego na 30. MFF w Berlinie (1980) oraz na 39. MFF w Cannes (1986).